# Solar Bears
A Solar Bears egy elektronikus zenét játszó írországi duó, John Kowalski és Rian Trench részvételével.
A zenekar tagjai Dublinból és Wicklowból valók. A zenekar nevét Andrej Arszenyjevics Tarkovszkij Solaris című filmje ihlette. Egy csak bakelit lemezen kiadott EP után adta ki a zenekar bemutatkozó nagylemezét, a She Was Coloured In-t, 2010 végén.
2016 októberében a zenekar bejelentette a feloszlását a Thump Archiválva 2018. november 5-i dátummal a Wayback Machine-ben elektronikus zenei oldalon.

## Diszkográfia
- Inner Sunshine EP (Planet Mu, 2010)
- She Was Coloured In (Planet Mu, 2010)
- Supermigration (Planet Mu, 2013)
- Advancement (Sunday Best Recordings, 2016)

## Fordítás
- Ez a szócikk részben vagy egészben  a   Solar Bears (musical duo) című angol Wikipédia-szócikk fordításán alapul.  Az eredeti cikk szerkesztőit annak laptörténete sorolja fel. Ez a jelzés csupán a megfogalmazás eredetét és a szerzői jogokat jelzi, nem szolgál a cikkben szereplő információk forrásmegjelöléseként.